# Chonostropheus tristis
Chonostropheus tristis là một loài bọ cánh cứng trong họ Rhynchitidae. Loài này được Fabricius miêu tả khoa học năm 1794.